# شهرستان چامپاران شرقی
شهرستان چامپاران شرقی (به انگلیسی: East Champaran district) یک منطقهٔ مسکونی در هند است که در Tirhut division واقع شده‌است. شهرستان چامپاران شرقی ۳٬۹۶۸ کیلومتر مربع مساحت و ۵٬۰۸۲٬۸۶۸ نفر جمعیت دارد.